# Goldberg Baroque Ensemble
Le Goldberg Baroque Ensemble est un ensemble polonais de musique baroque et classique fondé en 2008 et basé à Gdańsk, adepte de l'interprétation historiquement informée, soit l'interprétation sur instruments anciens (ou copies d'instruments anciens).

## Historique
L'ensemble, qui tire son nom de celui de Johann Gottlieb Goldberg, élève de Jean-Sébastien Bach né à Dantzig (Gdańsk), est fondé en 2008 par Andrzej Szadejko, qui le dirige depuis lors,,. 
L'ensemble se spécialise dans l'interprétation de la musique ancienne de Gdańsk et de la Baltique,,.
Les musiciens qui le composent, de nationalité polonaise ou non, ont étudié des centres européens renommés spécialisés dans la pratique historique (Schola Cantorum Basiliensis, Royal Academy of Music de Londres et Conservatoire Royal de La Haye) et jouent sur des instruments anciens ou des copies d'instruments anciens,,. 
Les chanteurs, regroupés sous le nom de Goldberg Vocal Ensemble, s'impliquent dans des projets de chant a cappella,,.

## Distinctions
Plusieurs enregistrements réalisés par le Goldberg Baroque Ensemble ont été nommés pour le prix de l'Industrie polonaise du disque. 

## Discographie sélective

### SérieHéritage musical de la ville de Gdańsk
De 2008 à 2011, le Goldberg Baroque Ensemble a réalisé quatre enregistrements pour les labels polonais Dux et Sarton dans la série Héritage musical de la ville de Gdańsk (Muzyczne Dziedzictwo Miasta Gdańska) qui présente des œuvres musicales dont les partitions sont conservées dans la collection de la bibliothèque de Gdańsk de l'Académie polonaise des sciences,, :
- Cantates de l'Avent à Gdańsk, Goldberg Ensemble, dir. Andrzej Szadejko (Dux, première mondiale)
- Christmas Cantatas of 18th Century Gdańsk, Goldberg Baroque Ensemble, dir. Andrzej Szadejko (Sarton, première mondiale)
- Lent Cantatas of 18th Century Gdańsk, Goldberg Baroque Ensemble, dir. Andrzej Szadejko (Sarton, première mondiale)
- Passio Christi de Johann Balthasar Christian Freislich, Goldberg Baroque Ensemble, dir. Andrzej Szadejko (Sarton, première mondiale)

### SérieMusica Baltica
À partir de 2017, le Goldberg Baroque Ensemble réalise des enregistrements dans la série Musica Baltica du label MDG (Musikproduktion Dabringhaus Und Grimm), dans certains cas avec le Goldberg Vocal Ensemble,,, :
- 2017 : Musica Baltica 1 - Baroque Cantatas from Gdańsk de Meder, Du Grain, Freislich et Pucklitz, Goldberg Vocal Ensemble et Goldberg Baroque Ensemble, dir. Andrzej Szadejko
- 2018 : Musica Baltica 4 - Sacred Cantatas de Johann Jeremias du Grain, Goldberg Vocal Ensemble et Goldberg Baroque Ensemble, dir. Andrzej Szadejko
- 2018 : Musica Baltica 5 - Harpsichord Concertos de Johann Gottlieb Goldberg, Goldberg Baroque Ensemble, Alina Ratkowska, clavecin et direction
- 2021 : Musica Baltica 7 - Sacred Music de Johann Valentin Meder, Goldberg Baroque Ensemble, dir. Andrzej Szadejko
- 2021 : Musica Baltica 8 - Secular Cantatas de Johann Balthasar Christian Freislich, Goldberg Baroque Ensemble, dir. Andrzej Szadejko